# Selección de rugby de las Islas Caimán
La selección de rugby de las Islas Caimán, es la selección nacional de rugby de ese país y está regulada por la Cayman Rugby Football Union.

## Palmarés
- Caribbean Championships (1): 1999[1]

## Participación en copas
| - no ha clasificado - Americas Rugby Challenge 2019: 4º puesto (último) - Caribbean Championships 1996: ? - Caribbean Championships 1997: 2º puesto - Caribbean Championships 1998: no participó - Caribbean Championships 1999: Campeón (compartido) - NACRA Championship 2011: 2º puesto | - NACRA Championship 2001: 4º puesto - NACRA Championship 2005: 2º en el grupo - NACRA Championship 2008: 7º puesto - NACRA Championship 2012: 2º en el grupo - NACRA Championship 2013: 2º en el grupo - NACRA Championship 2014: 2º en el grupo - NACRA Championship 2015: 2º en el grupo - RAN Championship 2016: 2º en el grupo - RAN Championship 2017: 3º en el grupo - RAN Championship 2018: 2º puesto - Tour a Bahamas 1999: ganó (0 - 1) - Tour de Bermudas 1999: perdió (0 - 1) |